# Sommerberg (Bayerischer Wald, Haibach)
Der Sommerberg ist eine 669 m ü. NHN hohe Erhebung im Bayerischen Wald auf dem Gebiet der Gemeinde Haibach im Landkreis Straubing-Bogen, ein Kilometer östlich des Ortskerns von Haibach. Einen Kilometer südlich des Gipfels des Sommerbergs liegt der 728 Meter hohe Winterberg. In der Rodungsinsel auf dem Gipfelplateau liegt der Ort Lanzlberg. Wegen der engen räumlichen Nähe besteht Verwechslungsgefahr mit dem 815 Meter hohen Sommerberg nördlich von Elisabethszell.